# Eleição federal na Austrália de 2007

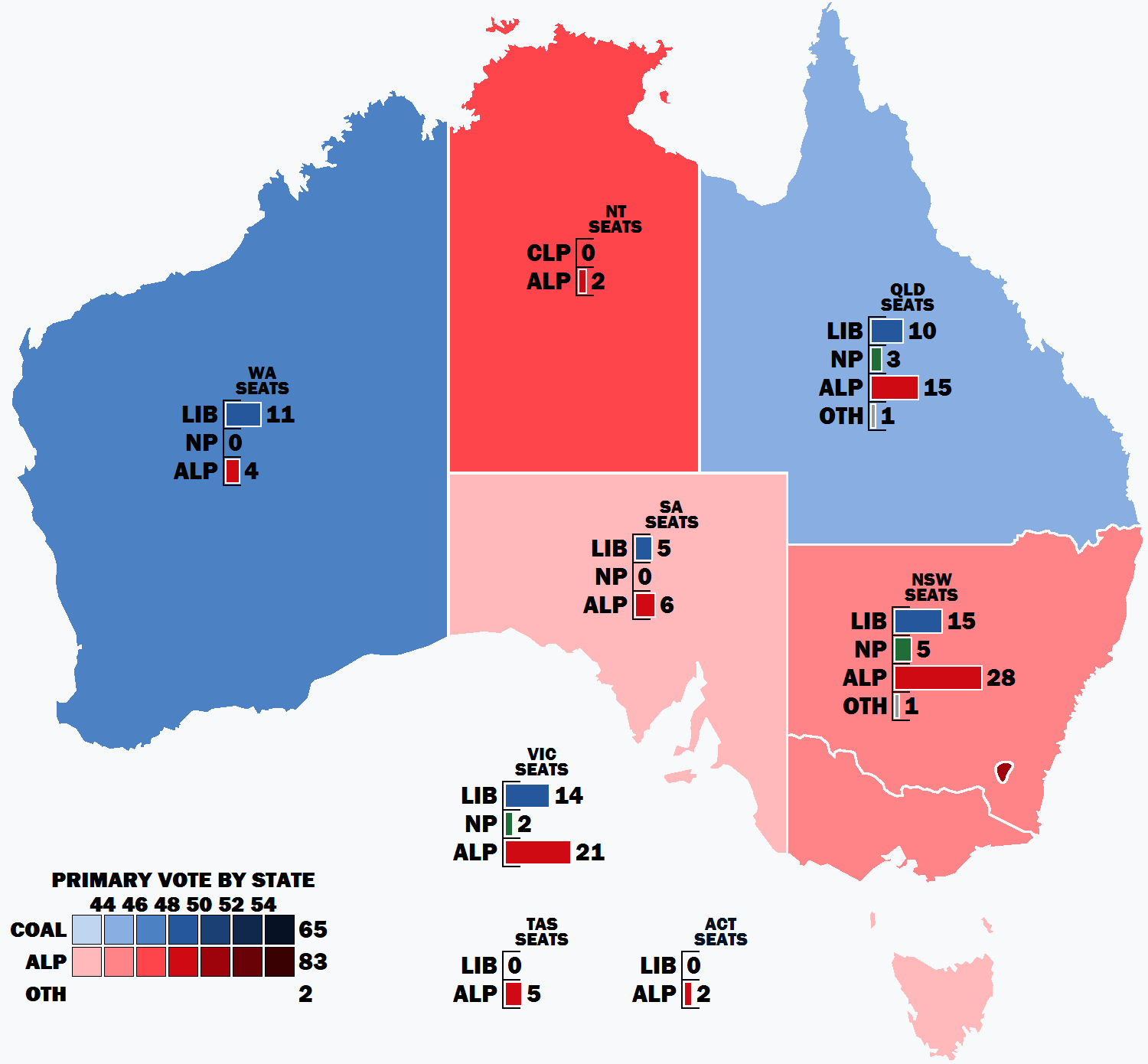
Resultado da votação primária por estado e território nas eleições federais australianas de 2007

A Eleição federal na Austrália de 2007 para o Parlamento da Austrália foi realizada no sábado, 24 de novembro de 2007 após uma campanha de 39 dias, em que 13,6 milhões de australianos foram inscritos para votar.
O Partido Trabalhista Australiano de centro-esquerda e de oposição, liderada por Kevin Rudd, e vice-líder Julia Gillard, derrotou a coalizão governamental de centro-direita, liderada pelo Partido Liberal líder e primeiro-ministro, John Howard, e nacionais líder e vice-primeiro-ministro, Mark Vaile. A Coalizão tinha estado no poder desde a eleição de 1996.